# Callophrys connexa
Callophrys connexa är en fjärilsart som beskrevs av Tutt 1907. Callophrys connexa ingår i släktet Callophrys och familjen juvelvingar. Inga underarter finns listade i Catalogue of Life.